# Poziomka chilijska
Poziomka chilijska (Fragaria chiloensis (L.) Mill.) – gatunek rośliny z rodziny różowatych. Występuje w naturze w Ameryce Południowej (Boliwia, Chile i Argentyna) oraz w zachodniej części Ameryki Północnej (od Kalifornii po Kolumbię Brytyjską). Do Europy introdukowana została ok. 1712 roku. Mieszaniec tego gatunku z poziomką wirginijską to popularnie uprawiana truskawka.